# Hog Harbour
Hog Harbour est un village dans l'île d'Espiritu Santo au Vanuatu. Il est situé dans le nord- Santo, à proximité du village de Port-Olry. 

## Toponymie
Le nom de Hog Harbour provient de l'exploration de l'île par les Européens. Lorsque ceux-ci jetèrent l'ancre dans le port, ils furent étonnés de voir autant de porcs ; aussi ont-ils simplement nommé le lieu Hog Harbour soit Port-aux-Cochons en français.

## Histoire
Le village est une base solide de l'Église presbytérienne . En 1897, le Dr Bowie qui était un missionnaire écossais avait d'abord établi mission Église presbytérienne au Hog Harbour. Pendant le temps du Condominium anglo-français, Hog Harbour était alors le site de l'administration du district britannique.